# Wild Dances (album)

## Lista de melodii de pe album
1. Wild Dances (Dansuri Sălbatice)
2. Dance with the Wolves(Dans Cu Lupi)
3. Accordion Intro
4. The Same Star (Aceași Stea)
5. Play, Musician (Cântă-mi Muzicinene)
6. Like A Hurricane (Ca Un Uragan)
7. The Tango We Used to Dance (Tango-ul Pe Care L-am Flosit Ca Să Dansăm)
8. Wild Dances (harem's club mix)
9. Be Wild (Fii Sălbatic)
10. Wild Passion (Pasiune Sălbatică
11. Arcan (original ukrainian version)
12. Kolomyjka(Dans Popular Ucrainean) (original ukrainian version)
13. Gukulka (Fata Huțul)
14. Pivnicha (Cântec Nordic)
15. Play, Musician (deep mix)
16. Wild Dances (harem's percussion mix)